# Max Douy
Max Douy (* 20. Juni 1914 in Issy-les-Moulineaux, Frankreich; † 2. Juli 2007 in Nogent-sur-Marne; eigentlich Maurice Léon Douy) war ein französischer Filmarchitekt mit über vier Jahrzehnte währender, herausragender Karriere beim heimischen Kino.

## Leben und Wirken
Douy kam im Alter von 16 Jahren als Ausstattungsassistent zum Film, wo er die gesamten 1930er Jahre an führenden französischen Kinoproduktionen beteiligt war. Er assistierte bzw. arbeitete als zweiter Architekt unter den erfahrenen Kollegen Jacques Colombier, Lucien Aguettand, Lazare Meerson, Alexandre Trauner und Eugène Lourié. Vor allem zum Ende dieses Jahrzehnts war Douy an wichtigen Produktionen beteiligt, darunter Max Ophüls’ Werther-Verfilmung sowie Jean Renoirs Meisterwerke Bestie Mensch und Die Spielregel.
Im Jahr 1942 machte Douy sich selbständig. Schon seine ersten Arbeiten, Der letzte Trumpf von Jacques Becker und Jean Grémillons von düsterer Atmosphäre geprägter Film Wetterleuchten, bei dem er mit dem im Untergrund arbeitenden jüdischen Kollegen Trauner kooperierte, zeugten von Douys Gespür für Raum und Wirkung.
Kaum ein weiterer Filmarchitekt Frankreichs verstand es wie Douy in den kommenden Jahrzehnten zugleich Pracht und Melancholie, Eleganz und Verfall in seinen Dekorationen erlebbar zu machen. In Die unheimliche Herberge entwarf er eine verkommene Kaschemme, für Das Schloß in den Ardennen schuf er eine von erlesenen Gemälden eingerahmte Château-Galerie. In dem Bardot-Abenteuerfilm Die Rum-Straße tauchte Douy in die Charleston-Ära ein während er in Malevil – César für das beste Szenenbild 1981 – eine unwirtliche Welt nach einem Atomschlag kreierte. In der Romanverfilmung Rot und Schwarz wie in der Kriminalgeschichte Der Fall Maurizius gestaltete Douy bourgeoise Großbürger-Ambiente während er in der Komödie zur Besatzungszeit Zwei Mann, ein Schwein und die Nacht von Paris mit der Gestaltung eines liebevoll gestalteten Pariser Kleinbürger- und Hinterhofmilieus überzeugte. Stets vermochte Douy über die Räumlichkeit in bestimmte Epochen und das Leben der Menschen in ihren Welten intensiv einzutauchen.
In Douy-Dekorationen agierte quasi die gesamte Elite französischen Filmschaffens: von Jean Gabin, Louis de Funès und Jean Marais über Gérard Philipe und Melina Mercouri bis zu Catherine Deneuve und Yves Montand. Eine seiner letzten Arbeiten waren mehrere Entwürfe zu dem James-Bond-Film Moonraker – Streng geheim, der einzigen Bond-Produktion, die von Frankreich koproduziert (und dort auch zu beträchtlichen Teilen gedreht) wurde.
Der Szenenbildner hatte auch zahlreiche Dekors für Theateraufführungen und Fernsehsendungen entworfen. Als ein hochgeachteter Techniker der französischen Kinematographie wirkte Douy über seine architektonische Arbeit hinaus in diversen Verwaltungsfunktionen. So war er der Präsident des Syndicat des techniciens de la production cinématographique und seit 1980 auch Präsident der Union des auteurs et techniciens du cinéma et de la télévision.
Max Douy zog sich im Alter von 70 Jahren in sein Privatleben zurück und verfasste, gemeinsam mit seinem gleichfalls als Szenenbildner arbeitenden Bruder Jacques Douy, ein Buch über Filmarchitektur. Sein Sohn Serge Douy arbeitete ebenfalls als Filmarchitekt.

## Filmografie (als Chefarchitekt)
- 1942: Der letzte Trumpf (Dernier atout)
- 1942: Wetterleuchten (Lumière d’été)
- 1943: Adieu Léonard
- 1943: Feu Nicolas
- 1943: Sprung in die Wolken (Le ciel est à vous)
- 1945: Falbalas – Sein letztes Modell (Falbalas)
- 1945: Die Damen vom Bois de Boulogne (Les dames du bois de Boulogne)
- 1945: François Villon
- 1945: Entfesselte Leidenschaften (La ferme du pendu)
- 1945: Das Halsband der Königin (L’affaire du collier de la reine)
- 1946: Freibeuter der Liebe (Pétrus)
- 1946: Teufel im Leib (Le diable au corps)
- 1947: Unter falschem Verdacht (Quai des Orfèvres)
- 1948: Manon
- 1949: Die Karriere der Doris Hart (La Belle que voilà)
- 1949: Occupe-toi d’Amélie
- 1951: Ohne Angabe der Adresse (…Sans laisser d'adresse)
- 1951: Die Taverne von New Orleans (Adventures of Captain Fabian)
- 1951: Die unheimliche Herberge (L’auberge rouge)
- 1951: Heiratsvermittlung (Agence matrimoniale)
- 1952: Die sieben Sünden (Les sept péchés capitaux)
- 1953: Erwachende Herzen (Le blé en herbe)
- 1954: Der Fall Maurizius (L’affaire Maurizius)
- 1954: Rot und Schwarz (Le rouge et le noir)
- 1954: French Cancan
- 1955: Die Blume der Nacht (Marguerite de la nuit)
- 1955: Morgenröte (Cela s’appelle l’aurore)
- 1955: Mutter Courage (unvollendeter DEFA-Film)
- 1956: Zwei Mann, ein Schwein und die Nacht von Paris (La traversée de Paris)
- 1957: Der Mann, der sterben muß (Celui qui doit mourir)
- 1957: Die schwarze Sklavin (Tamango)
- 1958: Mit den Waffen einer Frau (En cas de malheur)
- 1958: Das Spiel war sein Fluch (Le joueur)
- 1959: Die nach Liebe hungern (Les dragueurs)
- 1959: Die grüne Stute (La jument verte)
- 1960: Die Nacht der Liebenden (Le bois des amants)
- 1960: Non uccidere
- 1961: Das Bett des Königs (Vive Henri IV., vive l’amour)
- 1961: Der Graf von Monte Christo (Le comte de Monte Cristo)
- 1961: Phaedra
- 1962: Mandrin, der tolle Musketier (Mandrin)
- 1963: Der Mörder (Le meurtrier)
- 1963: Humour noir
- 1963: Topkapi
- 1964: Monsieur geht fremd (Patate)
- 1965: Tagebuch einer Frauenärztin (Le journal d’une femme en blanc)
- 1965: Fantomas gegen Interpol (Fantômas se déchaîne)
- 1965: Eine junge Welt (Un monde nouveau)
- 1965: Die untreue Geliebte (La seconde vérité)
- 1966: OSS 117 – Teufelstanz in Tokio (A tout cœur à Tokyo pour OSS 117)
- 1966: Fantomas bedroht die Welt (Fantômas contre Scotland Yard)
- 1967: Das älteste Gewerbe der Welt (Le plus vieux métier du monde)
- 1967: Le Franciscain de Bourges
- 1968: Das Schloß in den Ardennen (Castle Keep)
- 1968: Catherine – Ein Leben für die Liebe (Cathérine, il suffit d’amour)
- 1969: Les patates
- 1970: Die Rum-Straße (Boulevard du rhum)
- 1971: La cavale
- 1972: Die kleinen Bosse (Les caïds)
- 1972: Der Mönch und die Frauen (Le moine)
- 1972: The Day the Clown Cried
- 1973: Die tollen Charlots: Wir Viere sind die Musketiere (Les quatre Charlots mousquetaires)
- 1974: Sonder-Tribunal (Section spéciale)
- 1975: Die schönen Wilden (Le sauvage)
- 1976: Sehnsucht nach Afrika
- 1976: Ardenner Schinken (Jambon d’Ardenne)
- 1977: Gloria – Liebe meines Lebens (Gloria)
- 1979: Moonraker – Streng geheim (Moonraker)
- 1981: Malevil
- 1981: Entscheidung am Kap Horn (Les quarantième rugissants)
- 1984: Monsieur de Pourceaugnac